# Clariger
Clariger és un gènere de peixos de la família dels gòbids i de l'ordre dels perciformes.

## Taxonomia
- Clariger chionomaculatus (Shiogaki, 1988)[2]
- Clariger cosmurus (Jordan & Snyder, 1901)[3]
- Clariger exilis (Snyder, 1911)[4]
- Clariger papillosus (Ebina, 1935)[5][6][7][8][9][10][11]